# 高塩三郎
高塩 三郎（たかしお さぶろう、1900年〈明治33年〉5月10日 - 1977年〈昭和52年〉1月14日）は、昭和期の実業家、政治家。衆議院議員、栃木県塩谷郡喜連川町長、剣道六段教士。

## 経歴
栃木県塩谷郡喜連川町（現さくら市）で、高塩武の三男として生まれる。1924年（大正13年）早稲田大学政治経済学部を卒業した。在学中は弁論部に所属し、のち「高塩しゃべ郎」と称された。
1929年（昭和4年）喜連川町会議員に当選。3期12年町会議員を務めた。1947年（昭和22年）栃木県議会議員に就任。1949年（昭和24年）1月の第24回衆議院議員総選挙に栃木県第1区から民主自由党公認で出馬して当選し、衆議院議員に1期在任した。その後、第25回、第26回総選挙に連続して立候補したがいずれも落選した。
1955年（昭和30年）5月、那須郡上江川村と合併後の喜連川町長に就任した。この間、栃木県町村会長、関東地区町村会副会長、全国町村会常任理事等を歴任した。1963年（昭和38年）の選挙で新人に敗れた。同年4月に退任した。その他、栃木県味噌工業協会連合会理事長、日本ステンレス製品販売常務取締役、藤和建設取締役などを務めた。
1977年1月14日7時、脳出血のため死去した。喜連川町の準町葬が執り行われた。

## 栄典
- 1969年（昭和44年）11月3日 - 勲四等旭日小綬章[9]